# Red Table Talk
Red Table Talk é um Talk Show americano estrelado por Willow Smith, Jada Pinkett Smith e sua mãe, Adrienne Banfield-Norris, que estreou em 7 de maio de 2018 no Facebook Watch . Em 13 de junho de 2018, foi anunciado que o Facebook havia encomendado treze episódios adicionais da série. Esses novos episódios estrearam em 22 de outubro de 2018. A segunda temporada do programa estreou em 6 de maio de 2019.

## Premissa
O Red Table Talk oferece "um fórum onde as perspectivas de três gerações diferentes sobre uma ampla variedade de tópicos."

## Produção
Em 18 de janeiro de 2018, foi anunciado que o Facebook havia feito encomendado a produção de uma série. A série deveria estrelar Jada Pinkett Smith, Willow Smith e Adrienne Banfield-Norris. Jada também foi definida como produtora executiva ao lado de Ellen Rakieten e Miguel Melendez. Esperava-se que o show fosse lançado em abril de 2018.
Em 23 de abril de 2018, foi anunciado que a estreia do programa seria no dia 7 de maio de 2018. Em 13 de junho de 2018, foi anunciado que o Facebook havia encomendado treze episódios adicionais da série, elevando o total da primeira temporada para vinte e três. Os episódios adicionais eram esperados para estrear no outono de 2018. O Facebook renovou o programa para uma segunda temporada de pelo menos vinte episódios, com estreia em maio de 2019. A segunda temporada estreou em 6 de maio de 2019 e tem 20 episódios.

## Episódios
| Temporada | Temporada | Episódios | Episódios | Originalmente exibido   | Originalmente exibido  |
| Temporada | Temporada | Episódios | Episódios | Estreia da temporada    | Final da temporada     |
| --------- | --------- | --------- | --------- | ----------------------- | ---------------------- |
|           | 1         | 27        | 27        | 7 de maio de 2018       | 1 de março de 2019     |
|           | 2         | 23        | 23        | 6 de maio de 2019       | 16 de dezembro de 2019 |
|           | 3         | 26        | 26        | 26 de fevereiro de 2020 | 29 de dezembro de 2020 |
|           | 4         | 27        | 27        | 31 de março de 2021     | 22 de dezembro de 2021 |
|           | 5         | 21        | 21        | 20 de abril de 2022     | ASA                    |

## Recepção
Em uma crítica positiva, EUA Hoje ' Maeve McDermott elogiou a série por seus 'convidados interessantes, temas que prendem as pessoas sem barreiras e filtros na familia Smith e favoravelmente em comparação com outras séries de televisão, dizendo: "Ao contrário da web de outros shows de celebridades de TV apresentando drama familiar fabricado e alguns momentos de clareza real, no entanto, as conversas reveladoras no Red Table Talk têm lições autênticas e difíceis em seu centro. " Em outra crítica incentivando, The Washington Post ' Bethonie Butler foi igualmente aprovar dizendo: "É um movimento de negócios astuto para a Smiths reconhecer e endereço rumores de longa data sobre sua família em um formato que pode controlar. Dito isso, há uma autenticidade tecida em todos os episódios que faz Red Table Talk se destacar em meio a um excedente de talk shows de celebridades. " O programa recebeu uma indicação ao Daytime Emmy Award de 2019 na categoria talk-show informativo.

### Audiência
Em 17 de julho de 2018, o episódio de estreia do programa foi assistido 27 milhões de vezes e o episódio dez acumulou 21 milhões de visualizações.

## Prêmios e indicações
| Ano  | Prêmio                | Categoria                                                                                                 | Nomeado (s)                                                                                                   | Resultado     | Ref. |
| ---- | --------------------- | --- | --- | ------------- | ---- |
| 2018 | Prêmio Streamy        | Série de não ficção                                                                                       | style="text-align:center;background: #ffdddd;vertical-align: middle;" class="table-no2"\| Indicado            | [ 10 ] [ 11 ] |      |
| 2018 | People's Choice Award | O talk show diurno de 2018                                                                                | style="text-align:center;background: #ffdddd;vertical-align: middle;" class="table-no2"\| Indicado            | [ 12 ] [ 13 ] |      |
| 2019 | Prêmio Emmy diurno    | Excelente Talk Show / Informativo                                                                         | style="text-align:center;background: #ffdddd;vertical-align: middle;" class="table-no2"\| Indicado            | [ 14 ]        |      |
| 2019 | NAACP Image Awards    | Apresentador notável em uma palestra ou notícia / informação (série ou especial) - individual ou conjunto | style="text-align:center;background: #ddffdd;vertical-align: middle; {{{style}}}" class="table-yes2"\| Venceu | [ 15 ]        |      |